# Henrisantos
Henrisantos é uma aldeia de São Tomé e Príncipe, localiza-se no Distrito de Cantagalo, ilha de São Tomé, próxima às localidades de Santa Cecília, de Caridade e de Alto Douro.